# Diocesi di Oakland
La diocesi di Oakland (in latino Dioecesis Quercopolitana) è una sede della Chiesa cattolica negli Stati Uniti d'America suffraganea dell'arcidiocesi di San Francisco. Nel 2021 contava 581.390 battezzati su 2.926.535 abitanti. È retta dal vescovo Michael Charles Barber, S.I.

## Territorio
La diocesi comprende le contee di Alameda e Contra Costa nella Baia di San Francisco nella California settentrionale.
Sede vescovile è la città di Oakland, dove si trova la cattedrale di Cristo Luce delle Genti (Christ the Light).
Il territorio si estende su 3.798 km² ed è suddiviso in 82 parrocchie, raggruppate in 5 regioni pastorali e 14 decanati.

## Storia

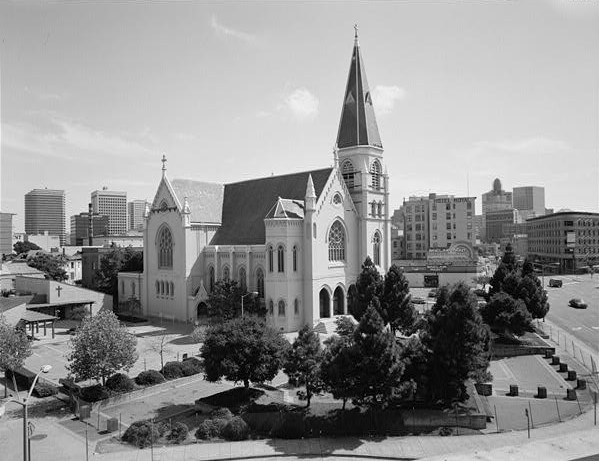
L'ex cattedrale di San Francesco di Sales.

La diocesi è stata eretta il 13 gennaio 1962 con la bolla Ineunte vere di papa Giovanni XXIII, ricavandone il territorio dall'arcidiocesi di San Francisco.
Il 4 luglio 1962, con la lettera apostolica Ex opportuno, lo stesso Giovanni XXIII ha proclamato la Beata Maria Vergine Regina del Mondo patrona principale della diocesi.
Il 21 giugno 2008 la cattedrale è stata traslata nella nuova chiesa di Cristo Luce delle Genti in forza del decreto Ut spirituali della Congregazione per i vescovi. La precedente cattedrale, dedicata a San Francesco di Sales, andò distrutta durante il terremoto di Loma Prieta del 1989.

## Cronotassi dei vescovi
Si omettono i periodi di sede vacante non superiori ai 2 anni o non storicamente accertati.
- Floyd Lawrence Begin † (27 gennaio 1962 - 26 aprile 1977 deceduto)
- John Stephen Cummins † (3 maggio 1977 - 1º ottobre 2003 ritirato)
- Allen Henry Vigneron (1º ottobre 2003 succeduto - 5 gennaio 2009 nominato arcivescovo di Detroit)
- Salvatore Joseph Cordileone (23 marzo 2009 - 27 luglio 2012 nominato arcivescovo di San Francisco)
- Michael Charles Barber, S.I., dal 3 maggio 2013

## Statistiche
La diocesi nel 2021 su una popolazione di 2.926.535 persone contava 581.390 battezzati, corrispondenti al 19,9% del totale.
| anno | popolazione | popolazione | popolazione | presbiteri | presbiteri | presbiteri | presbiteri                | diaconi | religiosi | religiosi | parrocchie |
| anno | battezzati  | totale      | %           | numero     | secolari   | regolari   | battezzati per presbitero | diaconi | uomini    | donne     | parrocchie |
| ---- | ----------- | ----------- | ----------- | ---------- | ---------- | ---------- | ------------------------- | ------- | --------- | --------- | ---------- |
| 1962 | 329.040     | 1.314.700   | 25,0        | 285        | 148        | 137        | 1.154                     |         | 170       | 736       | 87         |
| 1970 | 342.000     | 1.710.000   | 20,0        | 193        | 181        | 12         | 1.772                     |         |           |           | 82         |
| 1976 | 345.965     | 1.724.829   | 20,1        | 355        | 155        | 200        | 974                       |         | 532       | 662       | 84         |
| 1980 | 390.099     | 1.718.500   | 22,7        | 393        | 164        | 229        | 992                       | 30      | 577       | 607       | 87         |
| 1990 | 423.037     | 1.909.875   | 22,1        | 324        | 155        | 169        | 1.305                     | 58      | 390       | 458       | 90         |
| 1999 | 496.122     | 2.255.100   | 22,0        | 267        | 167        | 100        | 1.858                     | 76      | 20        | 320       | 89         |
| 2000 | 510.175     | 2.318.522   | 22,0        | 285        | 187        | 98         | 1.790                     | 78      | 247       | 258       | 89         |
| 2001 | 429.477     | 2.348.723   | 18,3        | 289        | 199        | 90         | 1.486                     | 90      | 232       | 325       | 89         |
| 2002 | 429.477     | 2.348.723   | 18,3        | 313        | 203        | 110        | 1.372                     | 99      | 218       | 340       | 87         |
| 2003 | 432.890     | 2.433.952   | 17,8        | 286        | 187        | 99         | 1.513                     | 92      | 229       | 354       | 87         |
| 2004 | 527.566     | 2.453.766   | 21,5        | 357        | 211        | 146        | 1.477                     | 109     | 309       | 399       | 87         |
| 2006 | 529.841     | 2.464.379   | 21,5        | 277        | 177        | 100        | 1.912                     | 102     | 295       | 460       | 86         |
| 2011 | 555.000     | 2.589.322   | 21,4        | 374        | 187        | 187        | 1.483                     | 108     | 944       | ?         | 84         |
| 2013 | 563.000     | 2.625.000   | 21,4        | 355        | 180        | 175        | 1.585                     | 101     | 523       | 342       | 83         |
| 2016 | 575.029     | 2.895.761   | 19,9        | 364        | 183        | 181        | 1.579                     | 110     | 372       | 332       | 82         |
| 2019 | 575.500     | 2.896.939   | 19,9        | 353        | 173        | 180        | 1.630                     | 103     | 365       | 372       | 82         |
| 2021 | 581.390     | 2.926.535   | 19,9        | 378        | 194        | 184        | 1.538                     | 122     | 384       | 285       | 82         |